# BMEcat
BMEcat ist ein standardisiertes Austauschformat für Katalogdaten im Katalogmanagement.
Das BMEcat-Format basiert auf der XML-Technologie und erlaubt den standardisierten Austausch von Katalogdaten sowie von Produktklassifikationssystemen wie z. B. eCl@ss, ETIM, proficl@ss oder UNSPSC. Das BMEcat-Format ist im deutschsprachigen Raum verbreitet im Einsatz.

## Organisation
Das BMEcat-Format wurde auf Initiative des Bundesverband Materialwirtschaft, Einkauf und Logistik e. V. (BME), führenden deutschen Unternehmen (u. a. Bayer, BMW, Deutsche Telekom, SAP, Siemens) gemeinsam vom Fraunhofer-Institut (IAO Stuttgart) und der Universität Duisburg-Essen entwickelt.

## Geschichte
Version 1.0
Im November 1999 wurde die erste Version von BMEcat veröffentlicht. Unter der Versionsnummer 1.0.1 verbreitet sich der neue Standard schnell im deutschsprachigen Raum. Zu dieser Zeit war der neue Standard deutlich mächtiger als andere verbreitete Formate von Softwareherstellern wie z. B. CIF 3.0 (Ariba) oder eCX 2.0 (Requisite Technology).
Version 1.2
Im Jahr 2001 erschien die geringfügig geänderte Version von BMEcat. Die Erweiterungen betrafen insbesondere die Möglichkeit zur Übertragung von Produktklassifikationssystemen. Die Version 1.2 war Mitte 2005 die am weitesten verbreitete. Ungefähr zeitgleich zur Version 1.2 wurde auch die Version 1.0 von openTRANS, einem vom BMEcat-Team entwickelten Transaktionsstandard, veröffentlicht.
Version 2005
Die Version 2005 ist im November 2005 veröffentlicht worden, nachdem eine sogenannte 'final draft'-Version bereits im Mai 2005 zur Verfügung stand. Zu den wichtigsten Verbesserungen zählen die Unterstützung externer Kataloge (u. a. OCI, PunchOut, RoundTrip), die Erweiterung des Produktmodells um konfigurierbare Produkte, die Erweiterung des Preismodells um dynamische Preiskomponenten, die Erweiterung der Produktbeschreibung um logistische Informationen, die Mehrsprachigkeit von Katalogen und die Unterstützung von Multilieferantenkatalogen. Außerdem ist die Spezifikation grundlegend überarbeitet und erweitert worden. Mit dieser Version wurde auch die semantisch fehlerhafte Übersetzung von Artikel korrigiert. Das bisher verwendete Article wurde durch Product ersetzt.

## Funktionalität
Ein BMEcat-Katalog in der Version 1.2 hat folgende wesentliche Elemente:
CATALOGDieses Element enthält die wesentlichen Informationen eines Einkaufskatalogs wie Sprache, Version und Gültigkeit. BMEcat erwartet genau eine Sprache je Katalog.
SUPPLIERDieses Element enthält Kennung und Adresse des Kataloglieferanten. BMEcat erwartet genau einen Lieferanten je Katalog.
BUYERDieses Element enthält die Kennung und Adresse des Katalogempfängers. BMEcat erwartet höchstens einen Empfänger je Katalog.
AGREEMENTDieses Element enthält ein oder mehrere Rahmenvertragskennungen mit zugehörigem Gültigkeitszeitraum. BMEcat erwartet, dass alle Preise eines Katalogs zu den oben angegebenen Vertragsdaten gehören.
CLASSIFICATION SYSTEMDieses Element erlaubt die vollständige Übertragung eines oder mehrerer Klassifikationssysteme inklusive Merkmalsdefinitionen und Schlagwörtern.
CATALOG GROUP SYSTEMDieses Element stammt noch aus der Version 1.0. Es wird vorwiegend zur Übertragung von Baumstrukturen verwendet, die die Navigation eines Benutzers im Zielsystem erleichtern (Katalog Browser)
ARTICLE (ab 2005 PRODUCT)Dieses Element repräsentiert ein Produkt. Es enthält eine Reihe von Standardattributen.
ARTICLE PRICE (ab 2005 PRODUCT PRICE)Dieses Element repräsentiert einen Preis. Die Unterstützung unterschiedlicher Preismodelle ist im Vergleich mit anderen Austauschformaten sehr mächtig. Unterstützt werden u. a. Staffelpreise, länderspezifische Preise, verschiedene Währungen und verschiedene Gültigkeitszeiträume.
ARTICLE FEATURE (ab 2005 PRODUCT FEATURE)Dieses Element ermöglicht den Transfer von Merkmalswerten. Dabei können sowohl vordefinierte Gruppenmerkmale als auch produktindividuelle Merkmale erfasst werden.
VARIANTDieses Element ermöglicht die Auflistung von Produktvarianten, ohne das Produkt selber duplizieren zu müssen. Allerdings beziehen sich die von BMEcat abgedeckten Varianten lediglich auf einzelne Wertänderungen, die zu einer Änderung der Artikelkennung führen, ansonsten aber keinerlei Abhängigkeit zu anderen Attributen (insb. zu Preisen) haben dürfen.
MIMEDieses Element beinhaltet beliebig viele produktspezifische Zusatzdokumente wie Bilder, Datenblätter oder Webseiten.
ARTICLE REFERENCE (ab 2005 PRODUCT REFERENCE)Dieses Element ermöglicht Querverweise zwischen Artikeln sowohl innerhalb eines Katalogs als auch zwischen Katalogen. Diese Referenzen können begrenzt zur Abbildung von Produktbündeln verwendet werden.
USER DEFINED EXTENSION (UDX)Mit diesem Element lassen sich auch Daten außerhalb des BMEcat Standards auf Katalog- wie auf Artikelebene transportieren. Dabei müssen Sender und Empfänger natürlich aufeinander abgestimmt sein.

## Beispiel
Eine typische BMEcat-Datei sieht wie folgt aus:
```
<?xml version="1.0" encoding="UTF-8"?>

<!DOCTYPE BMECAT SYSTEM "http://www.eclass.eu/static/eClassXML/2.0/bmecat/bmecat_2005_tnc.dtd">

<BMECAT
 
version=
"2005"
 
xmlns=
"http://www.bmecat.org/bmecat/2005fd"
>

    
<HEADER>

        
<CATALOG>

            
<LANGUAGE>
eng
</LANGUAGE>

            
<CATALOG_ID>
QA_CAT_002
</CATALOG_ID>

            
<CATALOG_VERSION>
001.002
</CATALOG_VERSION>

            
<CATALOG_NAME>
Office
 
Material
</CATALOG_NAME>

            
<DATETIME
 
type=
"generation_date"
>

                
<DATE>
2004-08-20
</DATE>

                
<TIME>
10:59:54
</TIME>

                
<TIMEZONE>
-02:00
</TIMEZONE>

            
</DATETIME>

            
<CURRENCY>
EUR
</CURRENCY>

        
</CATALOG>

        
<BUYER>

            
<BUYER_ID
 
type=
"buyer_specific"
>
aggibuyer
</BUYER_ID>

            
<BUYER_NAME>
BuyAll
 
Corp.
</BUYER_NAME>

            
<ADDRESS
 
type=
"buyer"
>

                
<NAME>
BuyAll
 
Corp.
</NAME>

                
<CONTACT>
Bill
 
Smith
</CONTACT>

            
</ADDRESS>

        
</BUYER>

        
<SUPPLIER>

            
<SUPPLIER_NAME>
Office
 
Supplies
 
AG
</SUPPLIER_NAME>

        
</SUPPLIER>

    
</HEADER>

    
<T_NEW_CATALOG>

        
<PRODUCT
 
mode=
"new"
>

            
<SUPPLIER_PID
 
type=
"supplier_specific"
>
Q20-P09
</SUPPLIER_PID>

            
<PRODUCT_DETAILS>

                
<DESCRIPTION_SHORT>
Post-Safe
 
Polythene
 
Envelopes
</DESCRIPTION_SHORT>

                
<DESCRIPTION_LONG>
All-weather
 
lightweight
 
envelopes
 
protect
 
your
 
contents
 
and
 
save
 
you
 
money.

                                  
ALL-WEATHER.
 
Once
 
sealed,
 
Post-Safe
 
envelopes
 
are
 
completely
 
waterproof.
 
Your

                                  
contents
 
won't
 
get
 
damaged.
</DESCRIPTION_LONG>

                
<INTERNATIONAL_PID
 
type=
"ean"
>
9783161484100
</INTERNATIONAL_PID>

                
<MANUFACTURER_NAME>
Concurrent
 
Limited
</MANUFACTURER_NAME>

            
</PRODUCT_DETAILS>

            
<PRODUCT_FEATURES>

                
<REFERENCE_FEATURE_SYSTEM_NAME>
UNSPSC-5.02
</REFERENCE_FEATURE_SYSTEM_NAME>

                
<REFERENCE_FEATURE_GROUP_ID>
44121505
</REFERENCE_FEATURE_GROUP_ID>

            
</PRODUCT_FEATURES>

            
<PRODUCT_ORDER_DETAILS>

                
<ORDER_UNIT>
1
</ORDER_UNIT>

                
<CONTENT_UNIT>
Stk
</CONTENT_UNIT>

            
</PRODUCT_ORDER_DETAILS>

            
<PRODUCT_PRICE_DETAILS>

                
<PRODUCT_PRICE
 
price_type=
"net_list"
>

                    
<PRICE_AMOUNT>
16.49
</PRICE_AMOUNT>

                    
<PRICE_CURRENCY>
EUR
</PRICE_CURRENCY>

                    
<LOWER_BOUND>
1
</LOWER_BOUND>

                
</PRODUCT_PRICE>

                
<PRODUCT_PRICE
 
price_type=
"net_list"
>

                    
<PRICE_AMOUNT>
11.49
</PRICE_AMOUNT>

                    
<PRICE_CURRENCY>
EUR
</PRICE_CURRENCY>

                    
<LOWER_BOUND>
50
</LOWER_BOUND>

                
</PRODUCT_PRICE>

            
</PRODUCT_PRICE_DETAILS>

            
<PRODUCT_PRICE_DETAILS>

                
<PRODUCT_PRICE
 
price_type=
"net_customer"
>

                    
<PRICE_AMOUNT>
10.29
</PRICE_AMOUNT>

                    
<PRICE_CURRENCY>
EUR
</PRICE_CURRENCY>

                    
<LOWER_BOUND>
1
</LOWER_BOUND>

                
</PRODUCT_PRICE>

                
<PRODUCT_PRICE
 
price_type=
"net_customer"
>

                    
<PRICE_AMOUNT>
9.29
</PRICE_AMOUNT>

                    
<PRICE_CURRENCY>
EUR
</PRICE_CURRENCY>

                    
<LOWER_BOUND>
50
</LOWER_BOUND>

                
</PRODUCT_PRICE>

            
</PRODUCT_PRICE_DETAILS>

            
<MIME_INFO>

                
<MIME>

                    
<MIME_TYPE>
image/gif
</MIME_TYPE>

                    
<MIME_SOURCE>
P09.gif
</MIME_SOURCE>

                    
<MIME_PURPOSE>
normal
</MIME_PURPOSE>

                    
<MIME_ORDER>
1
</MIME_ORDER>

                
</MIME>

                
<MIME>

                    
<MIME_TYPE>
url
</MIME_TYPE>

                    
<MIME_SOURCE>
http://www.bmecat.org
</MIME_SOURCE>

                    
<MIME_PURPOSE>
others
</MIME_PURPOSE>

                    
<MIME_ORDER>
2
</MIME_ORDER>

                
</MIME>

            
</MIME_INFO>

        
</PRODUCT>

    
</T_NEW_CATALOG>

</BMECAT>

```

## BMEcat in der Praxis
Inzwischen hat sich BMEcat als Katalogdaten-Austauschformat etabliert. In der Praxis stehen viele Unternehmen jedoch vor dem Problem, ohne entsprechende Technik BMEcat-Dateien weder lesen noch verarbeiten zu können. Hier bieten kommerzielle Softwarelösungen die Möglichkeit, durch BMEcat-Viewer oder komplette PIM-Systeme die Daten lesbar zu machen.